# 新種子島発電所
新種子島発電所（しんたねがしまはつでんしょ）は、鹿児島県熊毛郡南種子町島間にある九州電力送配電の火力発電所。

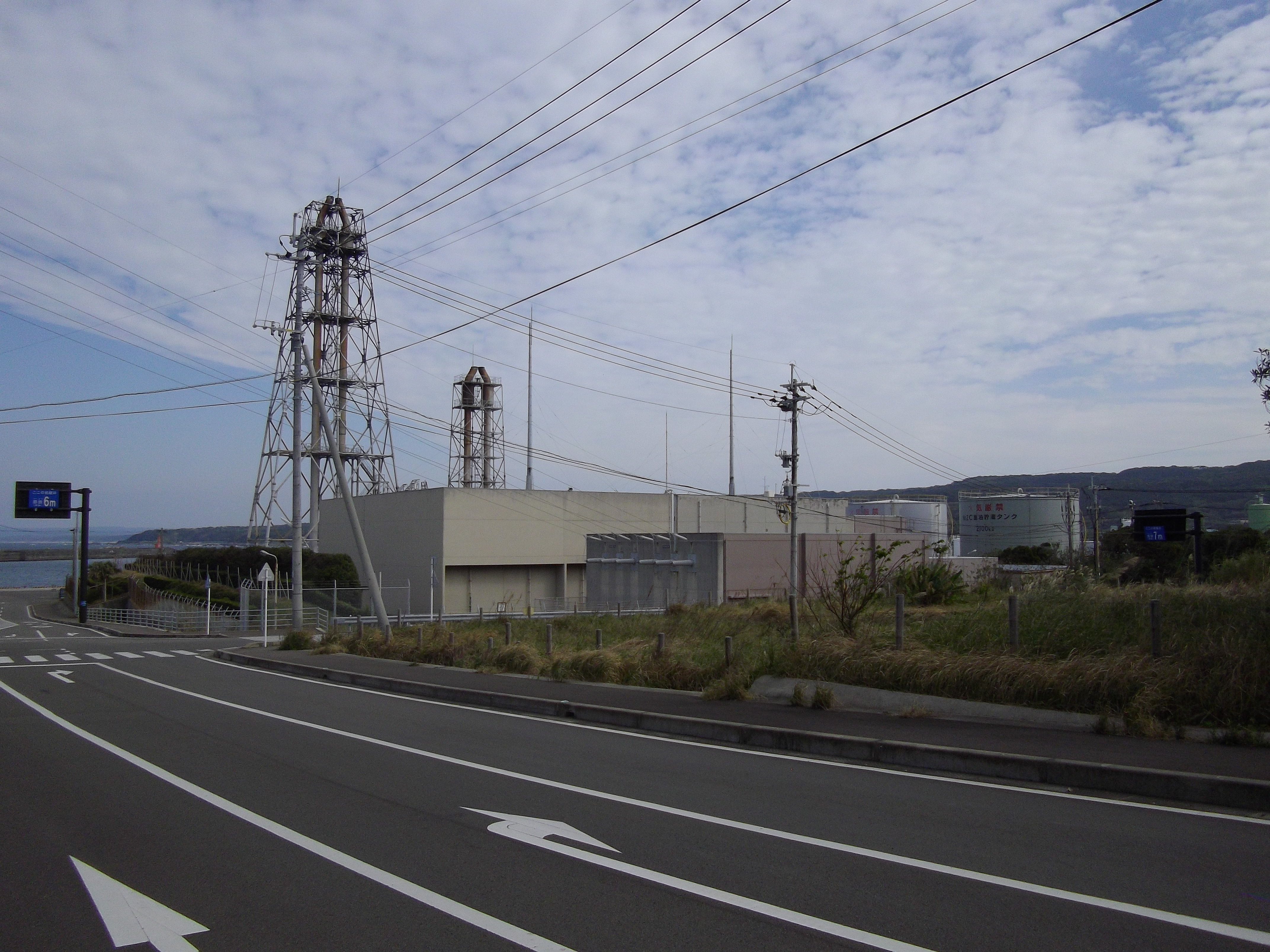
種子島での国道58号線終点付近から島間発電所

## 概要
鹿児島県種子島内に電力を供給する内燃力発電方式の火力発電所。順次増設され4号機までが建設された。2020年4月、九州電力から子会社の九州電力送配電に移管された。

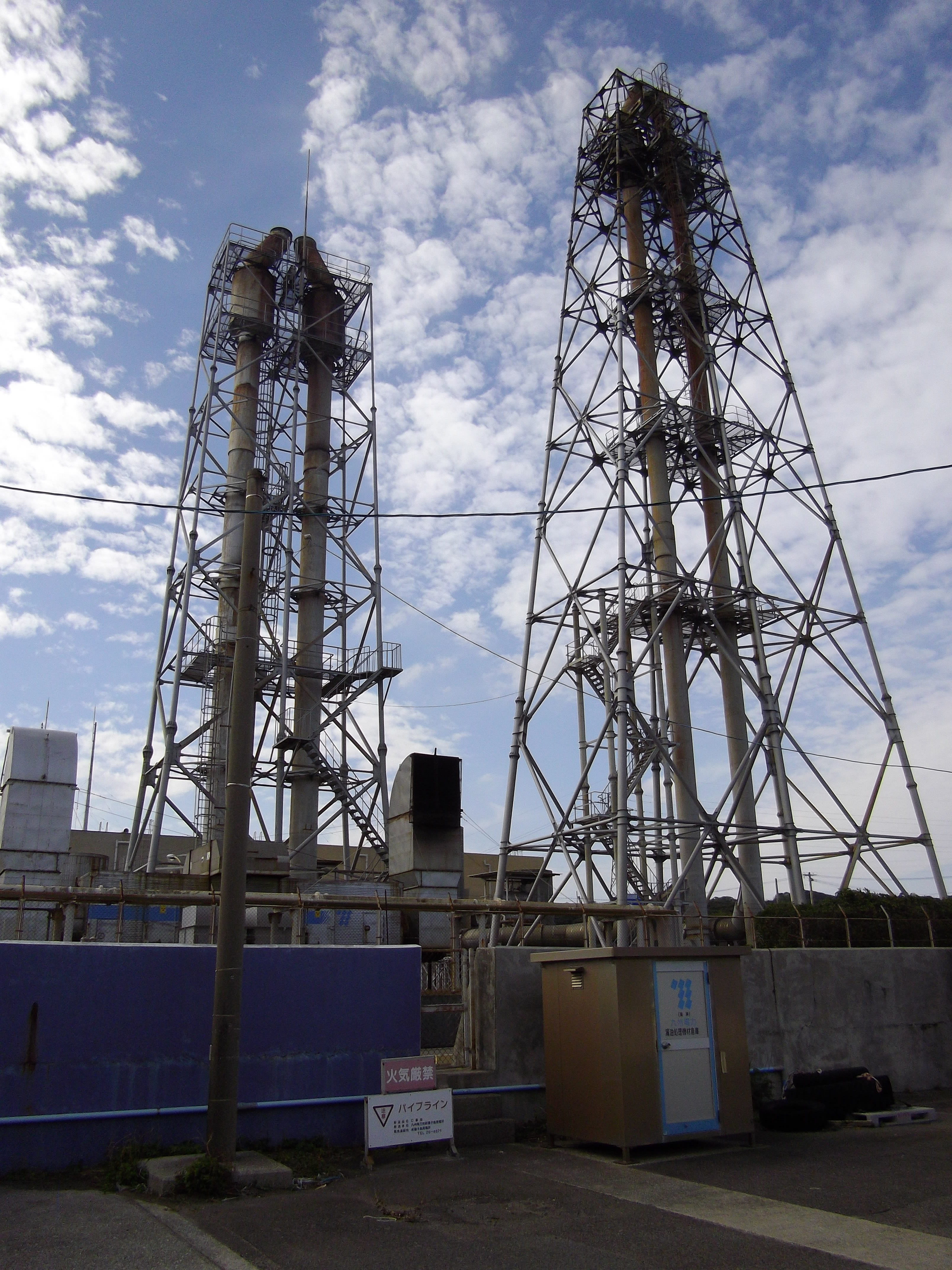
島間港、待合所側から
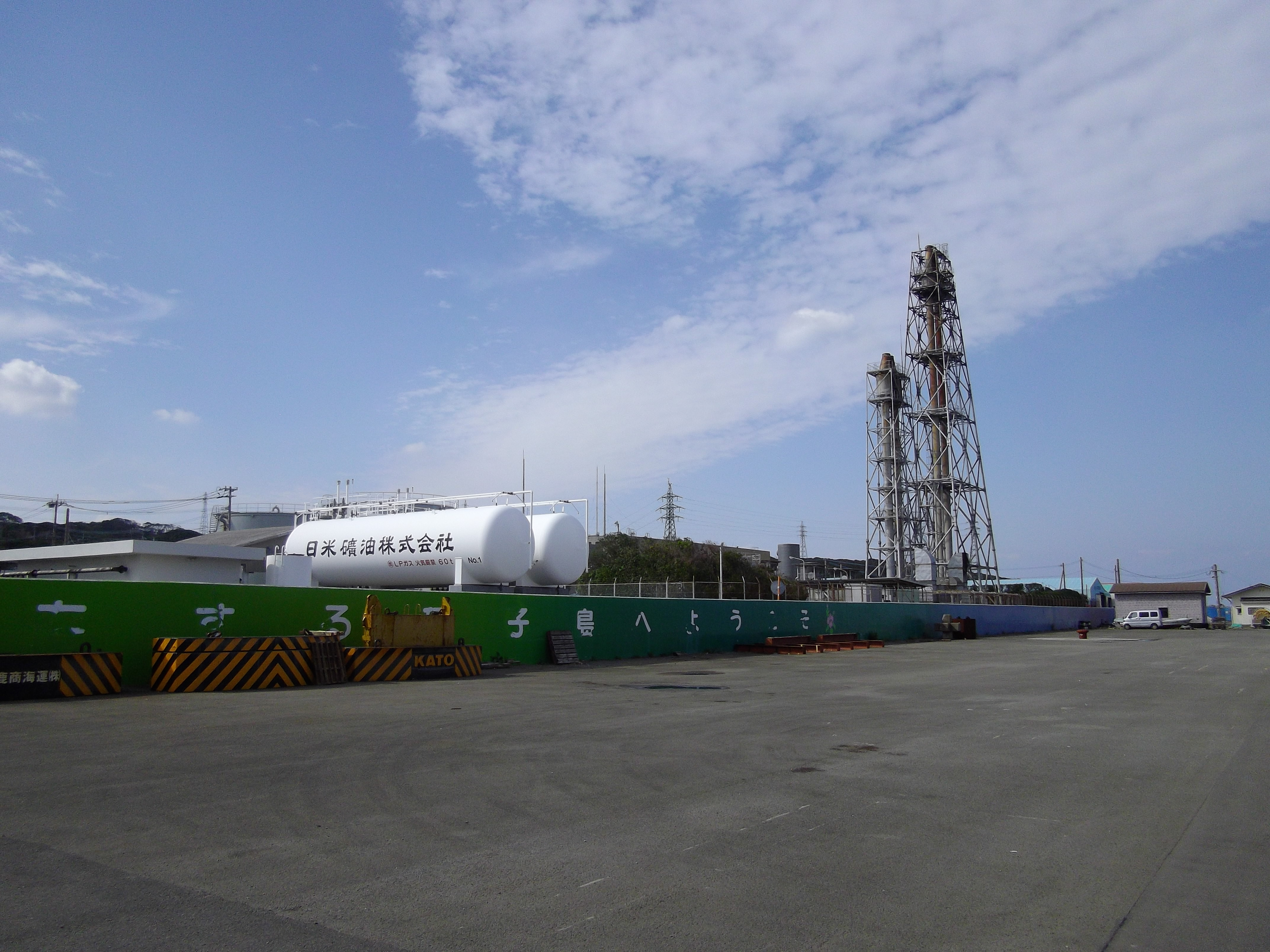
島間港、岸壁側から

## 発電設備
- 総出力：24,000kW[1]
- 発電方式：ディーゼル発電方式（内燃力発電）
- 所在地：鹿児島県熊毛郡南種子町島間字宮田67番地2
- 燃料タンク：2,100kl×2基
- 煙突の高さ：55m（3号機・4号機）35m（1号機・2号機）
- 用地位面積：17,238m2

1号機
定格出力：6,000kW
馬力：8,415馬力
使用燃料：C重油
工事着工年月：1980年8月
営業運転開始：1981年6月
2号機
定格出力：6,000kW
馬力：8,415馬力
使用燃料：C重油
工事着工年月：1983年9月
営業運転開始：1984年6月
3号機
定格出力：6,000kW
馬力：8,415馬力
使用燃料：C重油
工事着工年月：1991年8月
営業運転開始：1992年7月
4号機
定格出力：6,000kW
馬力：8,415馬力
使用燃料：C重油
工事着工年月：1998年8月
営業運転開始：1999年6月